# Mychajlo Šyška
Mychajlo Olehovyč Šyška (in ucraino Михайло Олегович Шишка?; Dobrotvir, 5 luglio 1994) è un ex calciatore ucraino, di ruolo centrocampista.

## Carriera

### Club
Ha giocato nella massima serie lituana, in quella georgiana e in quella ucraina. Inoltre, ha giocato 8 partite di qualificazione per l'Europa League.

### Nazionale
Ha giocato nelle nazionali giovanili ucraine Under-17, Under-19 ed Under-21.

## Palmarès

### Club

#### Competizioni nazionali
- Campionato georgiano: 1

Dinamo Tbilisi: 2019